# Stellidia recinna
Stellidia recinna är en fjärilsart som beskrevs av Paul Dognin 1914. Stellidia recinna ingår i släktet Stellidia och familjen nattflyn. Inga underarter finns listade i Catalogue of Life.